# Kézdi Imola
Kézdi Imola (Csíkszereda, 1977. augusztus 3. –) Jászai Mari-díjas erdélyi magyar színésznő.

## Életpályája
1995-1999 között a marosvásárhelyi Szentgyörgyi István Színművészeti Egyetem hallgatója volt, majd 1999-2002 között a helyi Nemzeti Színház tagja volt. 2002–2023 között a Kolozsvári Állami Magyar Színház színésznője.

## Magánélet
Első férje Keresztes Attila rendező, akivel közös gyerekük Rézi. Második férje Sorin Leoveanu színész.

## Színházi szerepei
| Évad      | Karakter                                 | Mű                                    | Szerző                                           | Rendező          |
| --------- | ---------------------------------------- | ------------------------------------- | ------------------------------------------------ | ---------------- |
| 2021/2022 | Ranyevszkaja, Ljubov Andrejevna          | Cseresznyéskert                       | A. P. Csehov                                     | Yuri Kordonsky   |
| 2019/2020 | Alice James                              | Alice az ágyban                       | Susan Sontag                                     | Porogi Dorka     |
| 2019/2020 | Martha Geschwitz grófnő                  | Lulu                                  | Frank Wedekind                                   | Eszenyi Enikő    |
| 2016/2017 | Blanche                                  | A vágy villamosa                      | Tennessee Williams                               | Tom Dugdale      |
| 2016/2017 | Márta, a feleség                         | Kalucsni                              | Dragomán György                                  | Visky András     |
| 2016/2017 | Vaszilisza Karpovna                      | A mélyben                             | Makszim Gorkij                                   | Yuri Kordonsky   |
| 2015/2016 | Elise                                    | A pelikán                             | August Strindberg                                | Felix Alexa      |
| 2013/2014 | Szonya Osztrova, harminckét éves kislány | Ivanovék karácsonya                   | Alekszandr Ivanovics Vvegyenszkij                | Urbán András     |
| 2013/2014 | Ida Mortemart                            | Viktor, avagy a gyermekuralom         | Roger Vitrac                                     | Silviu Purcărete |
| 2013/2014 | Teréz                                    | Bolero                                | Demény Péter                                     | Albu István      |
| 2013/2014 | A Beszélő Néma Halál                     | A földműves és a halál                | Johannes von Tepl                                | Mihai Măniuțiu   |
| 2012/2013 | Mina néni                                | Nem élhetek muzsikaszó nélkül         | Móricz Zsigmond                                  | Hatházi András   |
| 2011/2012 | Hedda Gabler                             | Hedda Gabler                          | Henrik Ibsen                                     | Andrei Şerban    |
| 2011/2012 | Helene, a húga                           | Születésnap                           | Thomas Vinterberg – Mogens Rukov – Bo Hr. Hansen | Robert Woodruff  |
| 2010/2011 | Zilia Duca, nemes olasz hölgy            | A néma levente                        | Heltai Jenő                                      | Salat Lehel      |
| 2010/2011 | Caesonia                                 | Caligula                              | Albert Camus                                     | Mihai Măniuţiu   |
| 2010/2011 | Petrunjela                               | Dundo Maroje                          | Marin Držić                                      | Robert Raponja   |
| 2010/2011 | Éva / Mária                              | Alkoholisták                          | Visky András                                     | Tompa Gábor      |
| 2009/2010 | Mária                                    | Suttogások és sikolyok                | Ingmar Bergman                                   | Andrei Şerban    |
| 2008/2009 | Julie                                    | Danton halála                         | Georg Büchner                                    | Mihai Măniuţiu   |
| 2008/2009 | Erzsébet királyné, IV. Edwárd felesége   | III. Richárd                          | William Shakespeare                              | Tompa Gábor      |
| 2008/2009 | Mása                                     | Három nővér                           | A. P. Csehov                                     | Tompa Gábor      |
| 2007/2008 | Jelena                                   | Ványa bácsi                           | A. P. Csehov                                     | Andrei Şerban    |
| 2005/2006 | Marie, a menyasszony                     | Kispolgári nász                       | Bertolt Brecht                                   | Anca Bradu       |
| 2005/2006 | Agaué 1                                  | Bakkhánsnők                           | Euripidész                                       | David Zinder     |
| 2004/2005 | Lányok                                   | Feketeszemű rózsák                    | Alan Lyddiard, Kelemen Kinga                     | Alan Lyddiard    |
| 2004/2005 | Marie                                    | Woyzeck                               | Georg Büchner                                    | Mihai Măniuţiu   |
| 2004/2005 | Gasparina, fiatal lány                   | Velencei terecske                     | Carlo Goldoni                                    | Mona Chirilă     |
| 2004/2005 | Heuréka                                  | A kék csodatorta                      | Muszty Bea, Dobay András                         | Keresztes Attila |
| 2003/2004 | Jacqueline, a húga                       | Jacques vagy a behódolás              | Eugène Ionesco                                   | Tompa Gábor      |
| 2002/2003 | Mephistophilis                           | Doktor Faustus tragikus históriája    | Christopher Marlowe                              | Mihai Măniuţiu   |
| 2002/2003 | Háda, Jáfet felesége                     | A vasárnapi iskola, avagy Noé bárkája | Benjamin Britten, Selmeczi György, Visky András  | Selmeczi György  |
| 2002/2003 | HERMIONE, Leontes felesége               | Téli rege                             | William Shakespeare                              | Keresztes Attila |
| 2002/2003 | SÚGÓ                                     | Komédiaszínház                        | Carlo Goldoni                                    | Rusznyák Gábor   |
| 2001/2002 | Lea                                      | Fehér tűz, fekete tűz (Dybbuk)        | S. Anski nyomán                                  | David Zinder     |

## Filmes és televíziós szerepei
- Lotus (2004)
- Orient Express (2004)

## Verseskötetei[5]
- Miniallűrök. Koinónia, Kolozsvár, 2021
- Lélekporc. Exit Kiadó, Kolozsvár, 2023

## Díjai és kitüntetései
- Bánffy Miklós-vándordíj (2006)
- Jászai Mari-díj (2010)
- Poór Lili-díj (2010)[9]
- Bubik István-díj (2012)[10]
- A Magyar Érdemrend lovagkeresztje (2012)[11]
- Erdélyi Magyar Kortárs Kultúráért Díj (2014)